# BV De Graafschap in het seizoen 1968/69
Het seizoen 1968/1969 was het 15e jaar in het bestaan van de Doetinchemse betaaldvoetbalclub De Graafschap. De club kwam uit in de Tweede divisie en eindigde daarin op de eerste plaats, dit hield in dat de club rechtstreeks promoveerde naar de Eerste divisie. Tevens deed de club mee aan het toernooi om de KNVB beker, hierin werd de club in de eerste ronde uitgeschakeld door Blauw-Wit (2–3).

## Wedstrijdstatistieken

### Tweede divisie
|       | AGOVV | Baronie | SC Drente | EDO   | Excelsior | Fortuna | Gooiland | Heerenveen | Hermes DVS | Limburgia | NOAD  | PEC   | Roda JC | Velox | FC VVV | ZFC   | Zwolsche Boys |
| ----- | ----- | ------- | --------- | ----- | --------- | ------- | -------- | ---------- | ---------- | --------- | ----- | ----- | ------- | ----- | ------ | ----- | ------------- |
| Thuis | 6 – 1 | 4 – 0   | 4 – 2     | 1 – 0 | 1 – 2     | 1 – 1   | 4 – 0    | 2 – 0      | 2 – 0      | 1 – 1     | 3 – 1 | 5 – 2 | 2 – 0   | 0 – 0 | 4 – 0  | 2 – 0 | 4 – 1         |
| Uit   | 3 – 0 | 0 – 6   | 0 – 3     | 1 – 1 | 1 – 1     | 0 – 0   | 0 – 2    | 1 – 1      | 0 – 0      | 3 – 1     | 1 – 2 | 0 – 5 | 2 – 0   | 1 – 3 | 1 – 3  | 1 – 1 | 3 – 2         |

### KNVB beker
| 1e ronde                                           | De Graafschap                      | 2 – 3 (1 – 2) | Blauw-Wit                                                   |
| 15 september 1968 Plaats: Doetinchem De Vijverberg | Franz Möllers 12' Guus Hiddink 52' |               | 14' Joop Wildbret 25' Pim Waaijenberg 63' Gerrit Ruimschoot |

## Statistieken De Graafschap 1968/1969

### Eindstand De Graafschap in de Nederlandse Tweede divisie 1968 / 1969
| Stand | Gespeeld | Gewonnen | Gelijk | Verloren | Punten | Doelpunten voor | Doelpunten tegen |
| ----- | -------- | -------- | ------ | -------- | ------ | --------------- | ---------------- |
| 1e    | 34       | 20       | 9      | 5        | 49     | 77              | 29               |

### Topscorers
| #                | Naam                     | Goal |
| ---------------- | ------------------------ | ---- |
| 1.               | Guus Hiddink             | 24   |
| 2.               | Henk Overgoor            | 12   |
| 3.               | Arie Beekman             | 11   |
| 4.               | Franz Möllers            | 9    |
| 5.               | Bennie Bartelink         | 6    |
| 5.               | Fred Jaski               | 6    |
| 7.               | Theo van Londen          | 4    |
| 8.               | Karel Melaard            | 3    |
| Eigen doelpunten |                          |      |
| –                | Heinz Lowin (VVV)        |      |
| –                | Aad Monster (Hermes DVS) |      |
| Totaal           | Totaal                   | 77   |

| #      | Naam          | Goal |
| ------ | ------------- | ---- |
| 1.     | Guus Hiddink  | 1    |
| 1.     | Franz Möllers | 1    |
| Totaal | Totaal        | 2    |

## Voetnoten
AGOVV · Baronie · SC Drente · EDO · Excelsior · Fortuna · Gooiland · De Graafschap · Heerenveen · Hermes DVS · Limburgia · NOAD · PEC · Roda JC · Velox · FC VVV · ZFC · Zwolsche Boys